# Rusland op het Eurovisiesongfestival 2009

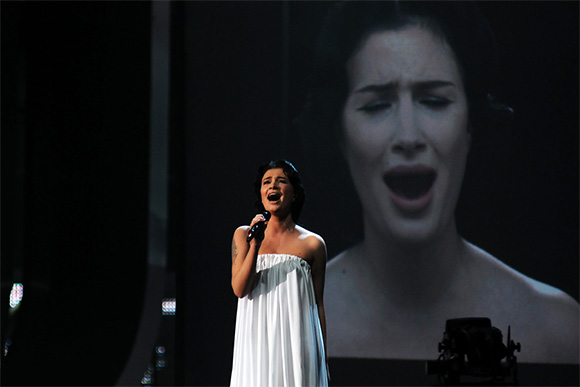
Russische bijdrage aan het Eurovisiesongfestival 2009

Rusland nam deel aan het Eurovisiesongfestival 2009 in Moskou, Rusland. Het was de 13de deelname van het land op het Eurovisiesongfestival. Rusland vaardigde Anastasija Prychodko af, die met Mamo naar Moskou ging.

## Selectieprocedure
Omdat het festival werd georganiseerd in eigen land, koos men ervoor een nationale finale te organiseren.
Deze vond plaats op 7 maart 2009 in de Pervyj Kanal tv-studio's in Moskou en de show werd gepresenteerd door Andrej Malachov en Jana Tsjoerikova.
In de eerste besliste een combinatie van jury en televoting de drie beste inzendingen.
In de superfinale gaf elk jurylid een punt aan hun favoriete inzending en diegene met de meeste stemmen won.

| Volgorde | Artiest              | Lied                  | Resultaat | Plaats |
| -------- | -------------------- | --------------------- | --------- | ------ |
| 1        | Anna Semenovitsj     | Love lovila           | 8%        | 5      |
| 2        | Tomas N'evergreen    | One More Try          | 2%        | 11     |
| 3        | Aleksa               | Ne doemat o tebje     | 7%        | 6      |
| 4        | Plazma               | Never Ending Story    | 3%        | 8      |
| 5        | Anastasija Prychodko | Mamo                  | 25%       | 1      |
| 6        | Valeriya             | Back to Love          | 14%       | 2      |
| 7        | Nano                 | Traitor               | 2%        | 11     |
| 8        | Tim Rocks            | The Happiest Man      | 1%        | 15     |
| 9        | Princessa Avenue     | Never, Never          | 2%        | 11     |
| 10       | Nikolaj Fokejev      | You Can Stop The Time | 1%        | 15     |
| 11       | Venger Collective    | 9 O'Clock Moscow      | 3%        | 8      |
| 12       | Polina Griffith      | Cry for You           | 5%        | 7      |
| 13       | Aleksej Vorobjov     | Angelom byt           | 10%       | 4      |
| 14       | Unisex               | Ai-ai-ai              | 2%        | 11     |
| 15       | Arisjata             | Breakdown             | 3%        | 8      |
| 16       | Kvatro               | Ljoebovjoe otvetsjaj  | 12%       | 3      |

#### Superfinale
| Artiest              | Lied                 | Jury | Plaats |
| -------------------- | -------------------- | ---- | ------ |
| Anastasija Prychodko | Mamo                 | 6    | 1      |
| Valeriya             | Back to Love         | 5    | 2      |
| Kvatro               | Ljoebovjoe otvetsjaj | 0    | 3      |

## In Moskou
Omdat men het festival in 2008 had gewonnen, mocht men samen met de Big 4 automatisch aantreden in de finale.
Tijdens de finale trad Rusland als 10de van 25 landen aan net na Armenië en voor Azerbeidzjan. Ze eindigden op de 11de plaats met 91 punten.
Men ontving 1 keer het maximum van de punten.
België en Nederland hadden geen punten over voor deze inzending.

### Gekregen punten

#### Finale
| 12 punten   | 10 punten | 8 punten                            | 7 punten            | 6 punten                            |
| ----------- | --------- | ----------------------------------- | ------------------- | ----------------------------------- |
| - Armenië   | - Estland | - Oekraïne - Tsjechië - Wit-Rusland | - Israël - Litouwen | - Azerbeidzjan - Letland - Moldavië |
| 5 punten    | 4 punten  | 3 punten                            | 2 punten            | 1 punt                              |
| - Duitsland | - Turkije | - Polen                             |                     | - Cyprus                            |

| Jury punten finale | Jury punten finale        | Jury punten finale                   | Jury punten finale | Jury punten finale    |
| 12 punten          | 10 punten                 | 8 punten                             | 7 punten           | 6 punten              |
| ------------------ | ------------------------- | ------------------------------------ | ------------------ | --------------------- |
| - Armenië          | - Estland                 | - Turkije                            |                    | - Litouwen - Tsjechië |
| 5 punten           | 4 punten                  | 3 punten                             | 2 punten           | 1 punt                |
| - Moldavië         | - Duitsland - Wit-Rusland | - Azerbeidzjan - België - Denemarken | - Polen            | - Ierland             |

| Televoting punten finale | Televoting punten finale     | Televoting punten finale | Televoting punten finale               | Televoting punten finale |
| 12 punten                | 10 punten                    | 8 punten                 | 7 punten                               | 6 punten                 |
| ------------------------ | ---------------------------- | ------------------------ | -------------------------------------- | ------------------------ |
| - Oekraïne               | - Armenië - Estland - Israël | - Letland - Wit-Rusland  | - Azerbeidzjan - Litouwen - Moldavië   | - Duitsland - Tsjechië   |
| 5 punten                 | 4 punten                     | 3 punten                 | 2 punten                               | 1 punt                   |
| - Bulgarije - Polen      | - Cyprus - Servië            | - Montenegro             | - Finland - Noord-Macedonië - Portugal |                          |

### Punten gegeven door Rusland

#### Halve Finale 2
Punten gegeven in de halve finale:
| 12 punten | Azerbeidzjan |
| 10 punten | Noorwegen    |
| 8 punten  | Moldavië     |
| 7 punten  | Oekraïne     |
| 6 punten  | Estland      |
| 5 punten  | Litouwen     |
| 4 punten  | Griekenland  |
| 3 punten  | Kroatië      |
| 2 punten  | Albanië      |
| 1 punt    | Slowakije    |

#### Finale
Punten gegeven in de finale:
| 12 punten | Noorwegen           |
| 10 punten | Frankrijk           |
| 8 punten  | Estland             |
| 7 punten  | Azerbeidzjan        |
| 6 punten  | Verenigd Koninkrijk |
| 5 punten  | Armenië             |
| 4 punten  | Griekenland         |
| 3 punten  | IJsland             |
| 2 punten  | Oekraïne            |
| 1 punt    | Moldavië            |

| 12 punten | Frankrijk             |
| 10 punten | Noorwegen             |
| 8 punten  | Griekenland           |
| 7 punten  | Estland               |
| 6 punten  | Verenigd Koninkrijk   |
| 5 punten  | Oekraïne              |
| 4 punten  | Moldavië              |
| 3 punten  | Azerbeidzjan          |
| 2 punten  | Bosnië en Herzegovina |
| 1 punt    | Armenië               |

| 12 punten | Noorwegen           |
| 10 punten | Azerbeidzjan        |
| 8 punten  | Armenië             |
| 7 punten  | Estland             |
| 6 punten  | IJsland             |
| 5 punten  | Frankrijk           |
| 4 punten  | Verenigd Koninkrijk |
| 3 punten  | Zweden              |
| 2 punten  | Malta               |
| 1 punt    | Griekenland         |

1994 · 1995 · 1996 · 1997 · 1998-1999 · 2000 · 2001 · 2002 · 2003 · 2004 · 2005 · 2006 · 2007 · 2008 · 2009 · 2010 · 2011 · 2012 · 2013 · 2014 · 2015 · 2016 · 2017 · 2018 · 2019 · 2020 · 2021 · 2022-2025